# Greta Gynt
Greta Gynt (nacida Margrethe Woxholt; Oslo, 15 de noviembre de 1916-Londres, 2 de abril de 2000) fue una actriz, cantante y bailarina noruega. Se la recuerda por sus papeles protagónicos en las películas clásicas británicas The Dark Eyes of London, Mr. Emmanuel, Take My Life y Dear Murderer.
Desempeñó papeles principales en películas británicas menores en la década de 1930 y principios de la de 1940, y a finales de la década de 1940 apareció en películas importantes. The Rank Organisation intentó venderla como la Jean Harlow británica. También intentó una carrera en los EE. UU., protagonizando Soldiers Three (1951) de MGM antes de regresar a Gran Bretaña.
Sus películas más famosas son la película de 1939 The Dark Eyes of London como la heroína dura, una líder clandestina en Tomorrow We Live (1943), la judía Elsie Silver en Mr. Emmanuel (1944), una esposa que trata de demostrar la inocencia de su marido en el thriller Take My Life y una asesina promiscua en Dear Murderer (ambas en 1947), y como cantante de club nocturno cantando «The Shady Lady Spiv» en Easy Money (1948).

## Biografía

### Primeros años de vida
Greta Gynt nació como Margrethe Woxholt en Oslo, Noruega. Cuando era niña, se mudó con sus padres a Reino Unido y comenzó a tomar clases de baile a los 5 años, antes de regresar a Noruega. A los 12 años comenzó como bailarina en los espectáculos de Chat Noir en Oslo.

### Carrera
Después hacer su debut en el cine en la película sueca Sången till henne (Canción para ella, 1934), su madre, la diseñadora de vestuario Kirsten Woxholt, pensó que Gynt tendría mejor suerte en Gran Bretaña. Recibió una carta de recomendación de Fox Film y regresó al Reino Unido.
Continuó con papeles protagónicos en The Common Touch (1941); Tomorrow We Live (1943); It's That Man Again (1944) con Tommy Handley; y Mr. Emmanuel (1944) con Felix Aylmer.
Tuvo un papel de reparto en London Town (1946), protagonizada por Sid Field, un notorio fracaso de gran presupuesto.
Durante un tiempo, estuvo bajo contrato personal con Robert Siodmak.
Después de Shadows of the Eagle (1950), demandó con éxito a los creadores de esta última por dinero adeudado.
Sus películas británicas comenzaron a proyectarse regularmente en la televisión estadounidense. Esto la llevó a recibir una oferta de MGM para protagonizar Soldiers Three (1951). En 1963, su última película fue The Runaway (estrenada por Columbia Pictures en 1966), en la que interpretó el papel principal.

#### Televisión
En televisión, interpretó a una glamorosa aristócrata sajona en el episodio de 1956 «The Friar's Pilgrimage» de la serie de televisión británica The Adventures of Robin Hood. Protagonizó el episodio «Shadow on the Screen» de la serie de televisión de 1958 El hombre invisible.

### Vida personal
En su entrevista radial de 1938 con NRK, ella afirma que adoptó el nombre Gynt después de escuchar a un pianista tocar la suite Peer Gynt de Edvard Grieg en un hotel de Londres a finales de la década de 1930. Su marido exclamó: «¿Qué es esto?» y así nació su nombre.
Se casó cuatro veces. Su último marido fue Frederick Moore, cirujano plástico, que murió en 1983. Ella se semirretiró después de casarse con él y quedó fuera de la atención pública a mediados de la década de 1960. Era hermana del director de fotografía de segunda unidad Egil «Gil» Woxholt (1926-1991), quien fotografió escenas de la película de 1965 Los héroes de Telemark, las películas de James Bond On Her Majesty's Secret Service, A View to a Kill y muchas otras.

## Filmografía
- Sången till henne (1934) (como Greta Woxholt)
- It Happened in Paris (1935)
- Boys Will Be Girls (1937)
- The Last Curtain (1937)
- Second Best Bed (1938)
- The Last Barricade (1938)
- Sexton Blake and the Hooded Terror (1938)
- Too Dangerous to Live (1939)
- She Couldn't Say No (1939)
- The Arsenal Stadium Mystery (1939)
- The Dark Eyes of London (1939)
- Bulldog Sees It Through (1939)
- The Middle Watch (1940)
- Two for Danger (1940)
- Room for Two (1940)
- Crook's Tour (1941)
- The Common Touch (1941)
- Tomorrow We Live (1943)
- It's That Man Again (1943)
- Mr. Emmanuel (1944)
- London Town (1946)
- Dear Murderer (1947)
- Take My Life (1947)
- Easy Money (1948)
- The Calendar (1948)
- Mr. Perrin and Mr. Traill (1948)
- Shadow of the Eagle (1950)
- I'll Get You for This (1951)
- The Rival of the Empress (1951)
- Soldiers Three (1951)
- Whispering Smith Hits London (1952)
- The Ringer (1952)
- I'm a Stranger (1952)
- Three Steps in the Dark (1953)
- Destination Milan (1954)
- Forbidden Cargo (1954)
- Devil's Point (1954)
- Born for Trouble (1955)
- See How They Run (1955)
- The Blue Peter (1955)
- My Wife's Family (1956)
- Fortune Is a Woman (1957)
- Morning Call (1957)
- The Crowning Touch (1959)
- The Witness (1959)
- Bluebeard's Ten Honeymoons (1960)
- The Runaway (1964)